# Споменик погинулима у Другом светском рату у Голобоку
Споменик погинулима у Другом светском рату у Голобоку подигнут је крајем седамдесетих година 20. века. Голопчани су подигли два спомен-обележја палима у Народноослободилачкој борби у периоду 1941—1945. Најпре је неколико година после ослобођења, откривена спомен-плоча на Задружном дому. Крајем седамдесетих година 20. века одлучили су и у центру села поставили величанствен споменик палима у Другом светском рату. Рад на овом споменику поверен је Живославу Мијатовићу из Смедеревске Паланке, а открио га је на великом народном збору републички функционер Петар Муњас.